# Mont Nukabira
Le mont Nukabira (ヌカビラ岳, Nukabira-dake) est une montagne culminant à 1 808 m d'altitude dans les monts Hidaka de l'île de Hokkaidō au Japon. Ce sommet partage son nom avec la proche Nukabira-gawa (額平川).